# Ходжес, Кортни Хикс
Кортни Хикс Ходжес (англ. Courtney Hicks Hodges; 5 января 1887 — 16 января 1966) — американский военачальник времён Второй мировой войны. Вышел в отставку в звании генерала.

## Биография
Сын журналиста. Учился в Военной академии в Вест-Пойнте, но был отчислен из-за плохой успеваемости.
5 ноября 1906 года поступил рядовым в 17-й пехотный полк, 13 ноября 1906 года произведен во 2-е лейтенанты. Служил под командованием Д. Эйзенхауэра на Филиппинах и у Дж. Паттона в Мексике (1916—1917).
Во время 1-й мировой войны в составе 6-го пехотного полка участвовал в военных действиях на Севере Франции. Окончил Командный и штабной колледж в Форт Ливенворте (1925) и Армейский военный колледж (1934). С 1925 года инструктор пехотной школы в Форт-Беннинге, затем тактической школы Летного корпуса. С 1938 года помощник начальника, с 1940 года начальник пехотной школы в Форт-Беннинге. В мае 1941 года назначен начальником новой командной школы офицеров резерва в Бирмингеме (Алабама). В 1941—1942 годах служил в военной разведке. В мае 1942 года назначен командиром X корпуса, который проходил формирование и подготовку в Бирмингеме.
С 16 февраля 1943 по 25 января 1944 года командовал 3-й армией (со штаб-квартирой в Форт-Сэм-Хьюстоне, Техас) и Южным командованием обороны. В январе 1944 года армия переброшена в Англию, где её принял Паттон, а Ходжес назначен заместителем командующего 1-й армией генерала О. Брэдли.
Участник операции по высадке союзных войск в Нормандии и последующих боев; части Ходжеса первыми вступили в Париж. После того как войска в Нормандии были объединены в 12-ю группу армий под командованием Брэдли, Ходжес принял командование 1-й армией. Войска Ходжеса прорвали «линию Зигфрида», взяли Ахен и приняли участие в сражении в Арденнах (где удерживали почти 50 % фронта всех войск США). Во время последнего сражения в её состав входили XVIII воздушно-десантный (ген. М. Риджуэй), V (ген. Л. Героу), VII (ген. Д. Коллинс) американские и XXX (ген. Б. Хорроке) британский корпус. Участвовал в окружении германской группировки в Руре, его войска первыми форсировали Рейн и соединились с советскими войсками на Эльбе.
После капитуляции Германии части армии Ходжеса в мае 1945 года были переброшены на Тихий океан, где приняли участие в боях за Окинаву. Руководил её действиями в ходе наступления на Германию.
После окончания войны остался на посту командующего 1-й армией, которая была переведена из Европы в Форт-Джей (Губернаторский остров, штат Нью-Йорк). 
В марте 1949 года вышел в отставку.

## Память
В честь Кортни Ходжеса названы улицы в округе Хьюстон (США), муниципалитете Динан (Бельгия), а также городах Маастрихт и Ландграф (Нидерланды).